# Preferisco mio marito (film 1918)
Preferisco mio marito (For Husbands Only) è un film muto del 1918 diretto da Phillips Smalley e Lois Weber che girò il film per la sua casa di produzione, la Lois Weber Productions e la Universal Jewel, firmando anche la sceneggiatura basata su un soggetto di G.B. Stern.
La protagonista femminile fu Mildred Harris affiancata da Lewis J. Cody e Fred Goodwins.

## Trama
Timida e riservata, la giovane Toni Wilde è distrutta quando scopre che Rolin Van D'Arcy, il suo corteggiatore, al quale aveva permesso di baciarla, è un playboy che non ha mai pensato minimamente di sposarla. Adirata e sdegnata con Rolin, la giovane sposa Samuel Dodge. Anche se lei si innamora di suo marito, non ha dimenticato l'offesa di Rolin e, per poterlo poi umiliare, si mette a flirtare con lui. Van D'Arcy, però, non la prende bene e, per pareggiare i conti, invita Samuel a uno spettacolo teatrale che viene messo in scena a casa sua. Samuel si siede in prima fila; Rolin, allora, dice a Toni che la commedia è una messa in scena delle sue avventure amorose e che il personaggio che si ispira a lei suggerirà al marito che lei lo sta ingannando intenzionalmente. Toni, disperata, attende con angoscia il ritorno di Samuel a casa ma, al rientro del marito, scopre con sollievo che lui, stanco per la sua dura giornata di lavoro, non ha fatto altro che dormire durante tutto lo spettacolo.

## Produzione
Il film fu prodotto dalla Universal Film Manufacturing Company come Universal Jewel. La compagnia, che all'epoca non aveva un circuito di sale, usava un marchio a tre livelli per siglare i propri film: la Red Feather per i prodotti low budget, Bluebird per i film popolari e Jewel per le pellicole di prestigio.
Nel film compaiono danzatori della Denishawn, scuola e compagnia di danza fondata da Ruth St. Denis e Ted Shawn, che si esibiscono in esthetic dancing.

## Distribuzione
Il copyright del film, richiesto dalla Jewel Productions, Inc., fu registrato il 1º maggio 1918 con il numero LP12384.
Distribuito dalla Universal Film Manufacturing Company, il film uscì nelle sale cinematografiche statunitensi il 1º settembre 1918. In Svezia, uscì con il titolo Filmen utan namn; in Francia, fu distribuito il 28 luglio 1922 come Le Sursaut.
In Italia, distribuito dalla Pathé nel maggio 1923, ottenne, approvato con riserva, il visto di censura numero 18206 con la clausola di tagliare alcune scene con la motivazione: "Nella 3ª parte dopo la didascalia: "Mi serberete ancor per molto tempo rancore cara Dolly?" sopprimere i quadri in cui Roberto d'Arcy abbraccia, con violenza Dolly e ripetute volte la bacia sulla bocca e sul collo, stringendola lascivamente a sé. (maggio 1923)"
Non si conoscono copie ancora esistenti della pellicola che viene considerata presumibilmente perduta.